# Vasil Lіsjtjinskij
Vasil Vіktorovitj Lіsjtjinskij (ukrainska: Василь Вікторович Ліщинський),född 18 mars 1964 i Kirovohrad oblast, Ukrainska SSR, död 29 november 2015 i Brovary, Ukraina, var en ukrainsk friidrottare. Han var den första ukrainare att ta ett paralympiskt guld 1996. Han deltog i 5 paralympiska spel, tog medaljer i tre av dem och kom som bäst på 4:e plats i de två andra (2000 och 2004) båda i diskus. Han var synskadad.

## Meriter
Paralympiska sommarspelen 1996
- Guld, friidrott kulstötning F11[2]
- Silver, friidrott diskus F11[2]

Paralympiska sommarspelen 2008
- Guld, friidrott diskus F11[1]
- Brons, friidrott kulstötning F11[1]

Paralympiska sommarspelen 2012
- Silver, friidrott diskus F11[1]